# Piptospatha brevipedunculata
Piptospatha brevipedunculata là một loài thực vật có hoa trong họ Ráy (Araceae). Loài này được (H.Okada & Y.Mori) Bogner & A.Hay mô tả khoa học đầu tiên năm 2000.